# Pletiu de Peretó
La Pletiu de Peretó és una obra d'Espot (Pallars Sobirà) inclosa a l'Inventari del Patrimoni Arquitectònic de Catalunya.

## Descripció
Conjunt situat dins del Parc Nacional d' Aigüestortes i estany de Sant Maurici al costat de la pista forestal que va del estany de Ratera fins als estanys d 'Amitges; en l'indret anomenat Pletiu de Peretó, al costat de l'estany de la Cabana.
Està format per un corral, un pas comptador de bestiar, una cabana de pastors i altres dependències per a determinar.
En l'actualitat no s'utilitza, ja que en aquest sector del parc ja fa anys que no hi van ovelles.
Als Anys seixanta, segons la memòria dels veïns del poble, encara s'utilitzava el Pletiu i la cabana dels pastors per un ramat de 800-900 caps de casa Peretó; per això el pletiu porta el seu nom.
Molt probablement els corrals i el pas comptador són de temps prehistòrics.